# مدينة جابر الأحمد
مدينة جابر الأحمد، من المدن الجديدة التي انشأت في الكويت. تقع المدينة في الجهة الغربية لمدينة الكويت وتبعد عنها 22 كيلو متر ومساحة المدينة 12 كم مربع عدد الوحدات السكنية 6679 وحدة سكنية القسائم وعددها 4000 واربع 194 قسيمة وأتم التسليم على المواطنين وتم بناءها والبيوت الحكومية وعددها 1475 بيت وتم تسليمه واسكنها من قبل المواطنين والشقق السكنية وعددها 710 تم تسليمه للمواطنين مساحة الوحدة السكنية 400 متر ومساحة الشقة 385 متر المرافق في المدينة 36 مدرسة 31 مسجد 4 مراكز ضاحية واحد مجمع حكومي 18 محلات تجارية 2 مخفر الشرطة 3 مراكز صحية 4 أفرع غاز حدود المدينة من الشمال جون الكويت البحر و ميناء الدوحة الشرقي و الغربي و من الشرق المدينة الترفيهية و مدينة شمال غرب الصليبيخات و من الجنوب مدينة سعد العبد الله و أمغرة و من الغرب منطقة برية سميت باسم الشيخ جابر الأحمد الصباح أمير الكويت الثالث عشر عرفانًا بانجازاته الكثيرة للكويت ويقع موقعها على خارطة التقسيم الإداري في محافظة العاصمة وتقع تحديدًا في منطقة جديليات بالقرب من مدينة الكويت الترفيهية والدوحة وميناء الدوحة.